# Haliclona stoneae
Haliclona stoneae är en svampdjursart som beskrevs av de Weerdt 2000. Haliclona stoneae ingår i släktet Haliclona och familjen Chalinidae.
Artens utbredningsområde är Belize. Inga underarter finns listade i Catalogue of Life.